# Friedrich Ernst von Schönfels

Friedrich Ernst von Schönfels (1796–1878)

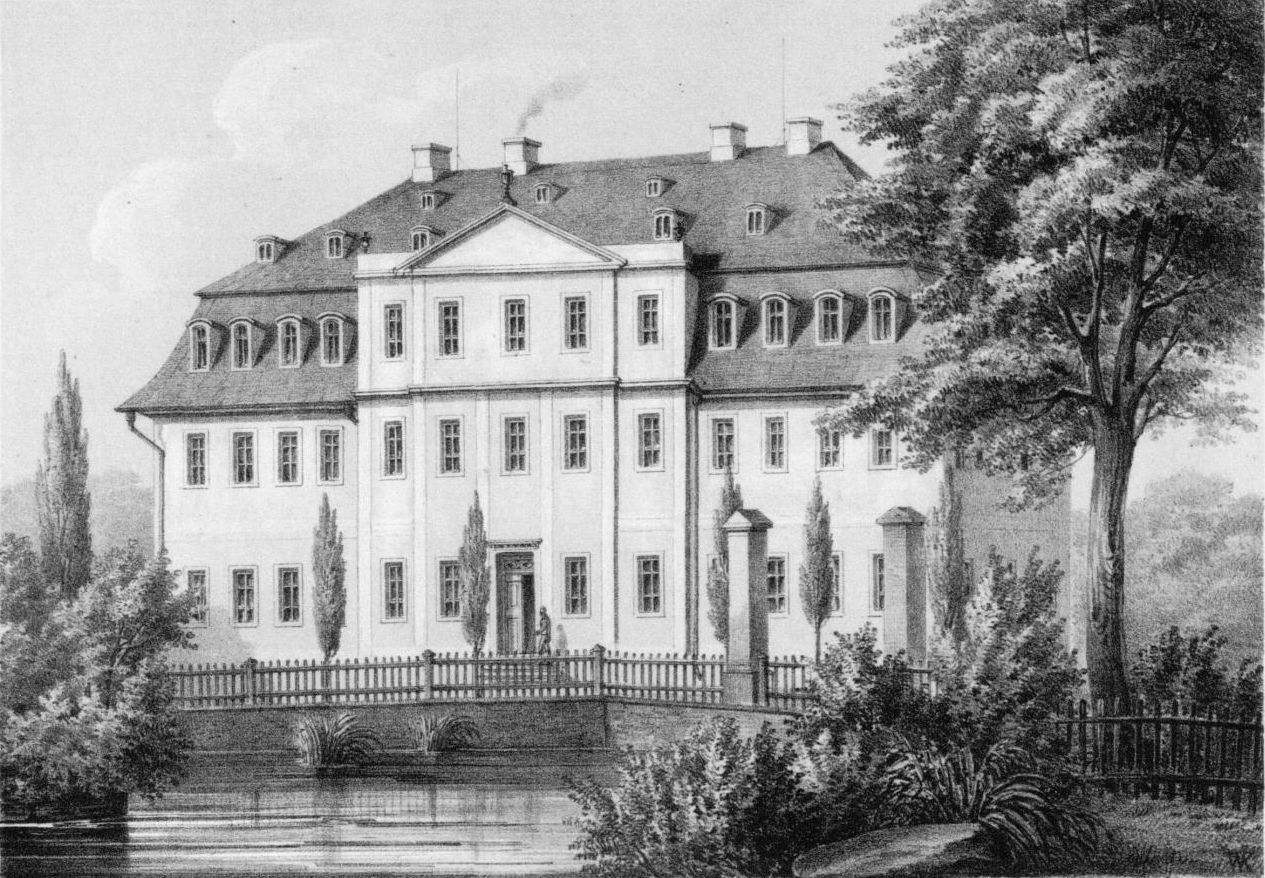
Rittergut Reuth um 1859

Friedrich Ernst von Schönfels (* 25. November 1796 in Tobertitz bei Plauen; † 1. Mai 1878 in Dresden) war ein sächsischer Offizier, Rittergutsbesitzer und liberaler Politiker. Er war Mitglied und Präsident der I. Kammer des Sächsischen Landtags und stammt von der sächsischen Adelsfamilie von Schönfels ab.

## Leben
Der Sohn des vogtländischen Amtshauptmanns Carl Heinrich August von Schönfels und seiner Ehefrau Ernestine Sophie Henriette, geborene von Oelsnitz übernahm 1822 zwei von den sechs im Besitz seines Vaters befindlichen Rittergütern: Rodersdorf unterer Teil und Reuth. Rodersdorf veräußerte er 1830, behielt jedoch das landtagsfähige Rittergut Reuth.
Von 1813 bis 1815 war er an verschiedenen Feldzügen und Kämpfen der Koalitionskriege beteiligt. Er hatte sich 1814 an der Universität Leipzig immatrikuliert, dann jedoch die Offizierskarriere weiterverfolgt. Beim Rückzug seines Vaters aus der Verwaltung seiner Rittergüter quittierte Schönfels 1825 im Rang eines Rittmeisters den Dienst beim Dresdner Gardereiterregiment. Auf eine Teilnahme an den letzten beiden vorkonstitutionellen Ständeversammlungen 1830 und 1831 verzichtete er jedoch. Von der vogtländischen Ritterschaft wurde er 1842 auf Lebenszeit in die I. Kammer des Sächsischen Landtags gewählt. Von seinem Zeitgenossen Bernhard Hirschel wurde er als ein Vertreter des „ächten Liberalismus“ erachtet. Als politisches Ziel verfolge er die „Gleichheit vor dem Gesetz, die Wahrheit der Verfassung und ihre Fortbildung“ und verfechte die „ewigen Rechte der Menschheit ... nicht die Interessen des Standes“.
Im Laufe der Märzrevolution übernahm am 16. März 1848 ein liberales Kabinett unter Karl Braun die Regierungsgeschäfte im Königreich Sachsen. Als der Landtag am 18. Mai zusammentrat, wurde er zum Kammerpräsidenten ernannt. Das liberale Wahlgesetz vom 15. November 1848 beendete seine Parlamentskarriere vorläufig. Dem bisher von den adligen Rittergutsbesitzern dominierten Oberhaus des Landtags gehörte nach der Wahl vom Dezember 1848 kein einziges Mitglied des 1848er Landtags mehr an. In seiner Schlussansprache sprach Schönfels am 15. November den „schmerzlich, tief empfundenen Augenblick“ an, da den Abgeordneten das „Recht, als Landesdeputierte [im Parlament] zu erscheinen“ genommen würde.
Bei der Landtagsneuwahl, die nach der Auflösung des von Januar bis April 1849 tagenden Landtags notwendig geworden war, trat er im Wahlbezirk in Oelsnitz als Kandidat an, konnte das Mandat jedoch nicht erlangen. Nachdem das vormärzliche Parlament und das Wahlrecht von  1831 im Sommer 1850 durch die Regierung unter Ferdinand Zschinsky staatsstreichartig restituiert worden war, nahm Schönfels sein Mandat in der I. Kammer wieder auf und wurde erneut zum Kammerpräsidenten bestellt. Dieses Amt behielt er bis zum Landtag von 1862. Durch den Verkauf seines Ritterguts Reuth verlor er das Recht, dem Landtag anzugehören und somit auch sein Amt als Kammerpräsident.
Ab 1866 engagierte er sich als stellvertretender Vorsitzender in der Sächsisch-Böhmischen Dampfschifffahrtsgesellschaft. Schönfels starb 1878 in Dresden und fand seine letzte Ruhe auf dem dortigen Trinitatisfriedhof.